# Direct Energy Centre
Il Direct Energy Centre, conosciuto fino a giugno 2006 come National Trade Centre è un edificio di recente costruzione situato a Exhibition Place a Toronto, in Canada. Dispone di 10 sale espositive ed è collegato al Ricoh Coliseum e all'Automotive Building.
Ai XVII Giochi panamericani del 2015 il centro, che in tale occasione è stato chiamato Exhibition Centre, è stato usato per disputare gli incontri di squash, Pattinaggio a rotelle, racquetball, pallavolo e pallamano.